# Thelypteris curta
Thelypteris curta är en kärrbräkenväxtart som först beskrevs av Hermann Christ och fick sitt nu gällande namn av Clyde Franklin Reed. Thelypteris curta ingår i släktet Thelypteris och familjen Thelypteridaceae. Inga underarter finns listade.